# Acrocephalus (ave)
Se procura o género botânico homónimo, veja Acrocephalus (planta).
Acrocephalus  é um gênero da família Acrocephalidae.

## Espécies
Estão descritas 43 espécies:
- Acrocephalus aequinoctialis (Latham, 1790)
- Acrocephalus agricola (Jerdon, 1845)
- Acrocephalus arundinaceus (Linnaeus, 1758)
- †Acrocephalus astrolabii Holyoak & Thibault, 1978
- Acrocephalus atyphus (Wetmore, 1919)
- Acrocephalus australis (Gould, 1838)
- Acrocephalus baeticatus (Vieillot, 1817)
- Acrocephalus bistrigiceps Swinhoe, 1860
- Acrocephalus brevipennis (Keulemans, 1866)
- Acrocephalus caffer (Sparrman, 1786)
- Acrocephalus concinens (Swinhoe, 1870)
- Acrocephalus dumetorum Blyth, 1849
- Acrocephalus familiaris (Rothschild, 1892)
- Acrocephalus gracilirostris (Hartlaub, 1864)
- Acrocephalus griseldis (Hartlaub, 1891)
- Acrocephalus hiwae (Yamashina, 1942)
- Acrocephalus kerearako Holyoak, 1974
- †Acrocephalus longirostris (Gmelin, 1789)
- †Acrocephalus luscinius (Quoy & Gaimard, 1830)
- Acrocephalus melanopogon (Temminck, 1823)
- Acrocephalus mendanae Tristram, 1883
- †Acrocephalus musae (J. R. Forster, 1844)
- Acrocephalus newtoni (Hartlaub, 1863)
- †Acrocephalus nijoi (Yamashina, 1940)
- Acrocephalus orientalis (Temminck & Schlegel, 1847)
- Acrocephalus orinus Oberholser, 1905
- Acrocephalus paludicola (Vieillot, 1817)
- Acrocephalus palustris (Bechstein, 1798)
- Acrocephalus percernis (Wetmore, 1919)
- Acrocephalus rehsei (Finsch, 1883)
- Acrocephalus rimitarae (Murphy & Mathews, 1929)
- Acrocephalus rodericanus (A. Newton, 1865)
- Acrocephalus rufescens (Sharpe & Bouvier, 1877)
- Acrocephalus schoenobaenus (Linnaeus, 1758)
- Acrocephalus scirpaceus (Hermann, 1804)
- Acrocephalus sechellensis (Oustalet, 1877)
- Acrocephalus sorghophilus (Swinhoe, 1863)
- Acrocephalus stentoreus (Hemprich & Ehrenberg, 1833)
- Acrocephalus syrinx (Kittlitz, 1833)
- Acrocephalus taiti Ogilvie-Grant, 1913
- Acrocephalus tangorum La Touche, 1912
- Acrocephalus vaughani (Sharpe, 1900)
- †Acrocephalus yamashinae (Taka-Tsukasa, 1931)